# Кресливо шаварче
Кресливо шаварче (Acrocephalus stentoreus) е вид птица от семейство Acrocephalidae. Видът е незастрашен от изчезване.

## Разпространение
Разпространен е в Афганистан, Бахрейн, Бангладеш, Китай, Египет, Еритрея, Индия, Индонезия, Иран, Ирак, Израел, Йордания, Казахстан, Кувейт, Киргизстан, Лаос, Мианмар, Непал, Оман, Пакистан, Папуа-Нова Гвинея, Филипини, Катар, Саудитска Арабия, Соломоновите острови, Сомалия, Шри Ланка, Судан, Сирия, Таджикистан, Тайланд, Източен Тимор, Туркменистан, Обединените арабски емирства, Узбекистан, Виетнам и Йемен.